# Nene Hatun
Nene Hatun (1857-22 de mayo de 1955) fue una heroína popular turca, que se hizo conocida por luchar contra las fuerzas rusas durante la reconquista del Fuerte Aziziye en Erzurum de las fuerzas rusas al comienzo de la guerra ruso-turca (1877-1878).

## Historiografía turca
Según la historia popular turca, ella había estado viviendo en un barrio de Erzurum llamado Aziziye que estaba cerca de una importante fortificación que defendía la ciudad. En la noche del 7 de noviembre de 1877, el hermano de Nene Hatun, Hasan, que resultó gravemente herido, murió. El fuerte Aziziye fue capturado por el ejército ruso en la noche del 9 de noviembre. Por la mañana, cuando se supo la noticia de la captura rusa del fuerte de Aziziye, besó la cabeza de su hermano muerto y juró vengar su muerte. Dejó a su bebé de tres meses y un hijo adolescente en casa, uniéndose al contraataque contra Aziziye con el rifle de su hermano muerto y su hacha. El contraataque fue lanzado por civiles turcos, en su mayoría mujeres y ancianos armados con hachas y equipo agrícola. Cientos de civiles turcos murieron por los disparos rusos, pero su número era tan abrumador que lograron ingresar a las fortificaciones derribando sus puertas de hierro. Una pelea cuerpo a cuerpo terminó con la muerte de alrededor de 2000 soldados rusos y el resto derrotado. Nene Hatun fue encontrada inconsciente, herida y con las manos ensangrentadas todavía agarrando firmemente su hacha. Fue destacada por su heroísmo y se convertiría en un símbolo de valentía.

## Vida posterior

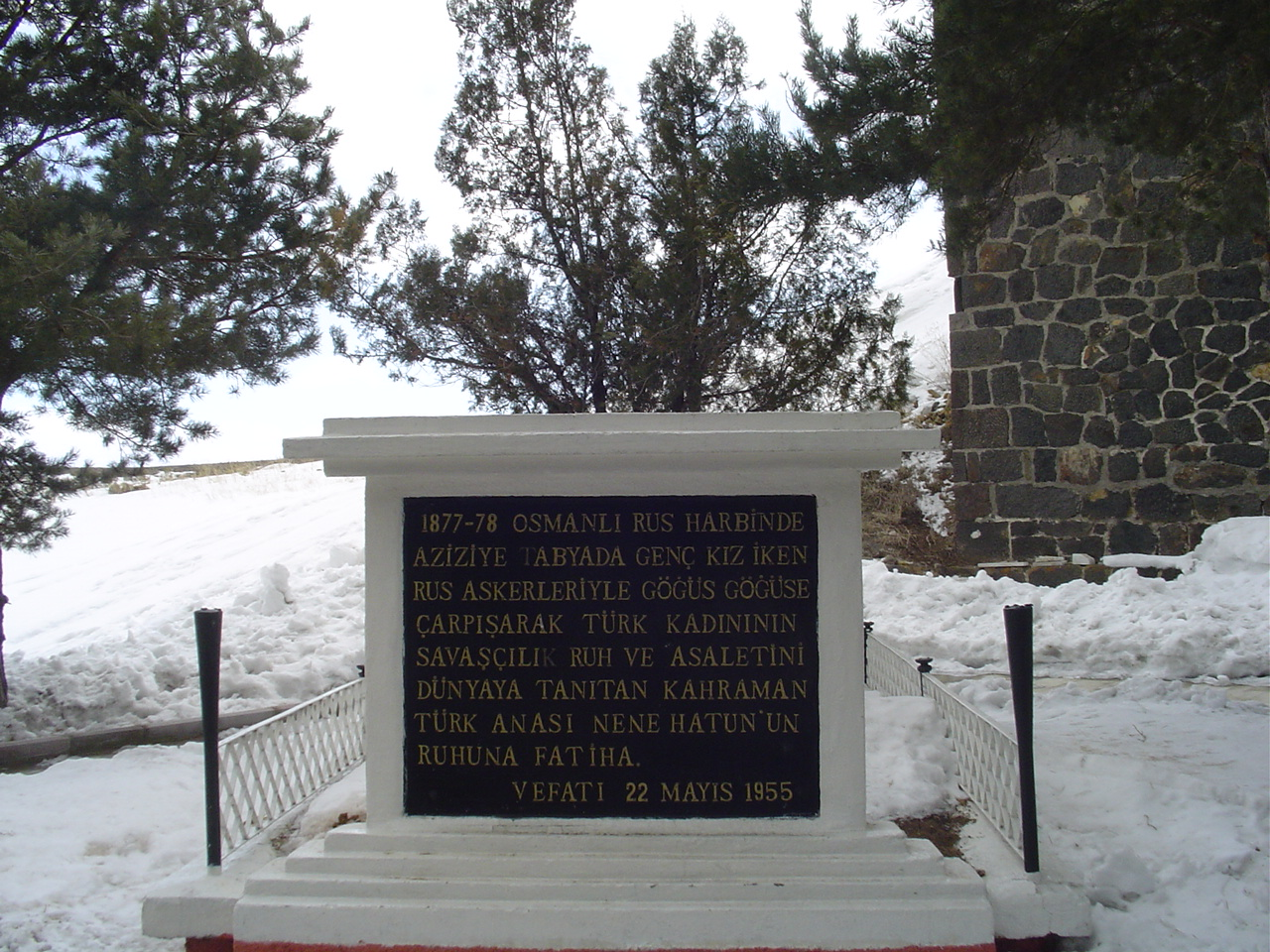
Tumba de Nene Hatun en el Fuerte Aziziye en Erzurum

Nene Hatun vivió el resto de su vida en Aziziye. Ella perdió a su esposo en los años siguientes y su hijo Yusuf murió en la Primera Guerra Mundial durante la batalla de Gallipoli. En 1954 fue recordada como la última superviviente de la guerra ruso-turca (1877-1878) y recibió la visita del general Baransel, comandante del 3er ejército turco, y desde entonces hasta su muerte fue conocida como la "Madre del Tercer Ejército ". Fue nombrada "Madre de las Madres" el Día de la Madre en 1955. Murió de neumonía el 22 de mayo de 1955 a la edad de 98 años y fue enterrada en el cementerio de los mártires en Fuerte Aziziye.

## Nene Hatun en las películas
Nene Hatun fue representada en la película turca de 1973 Gazi kadin (Nene hatun) con Türkan Şoray y Kadir İnanır. Otra película titulada Nene Hatun fue estrenada en el 2010.